# Kunság Volán
A Kunság Volán Autóbuszközlekedési Zrt. egy magyarországi közlekedési vállalat volt, amely Bács-Kiskun megyében (főleg annak középső és északi területein) látta el a helyközi közlekedést, valamint helyi autóbusz-járatokat üzemeltetett Kecskemét közigazgatási határán belül.

## A Kunság Volán története a megalakulástól1990-ig

### Teher Fuvarozási Vállalattól az Autóbusz közlekedési Vállalatig

#### A vállalat története1950-1960[1]

##### A Teher Fuvarozási Vállalat
Az országos hatáskörű Teherfuvarozási Nemzeti Vállalat (TEFU N. V.) 1948 őszén alakult meg 200 db elhasználódott tehergépkocsival. A helyzetet az  államosítás teremtette meg, mert a magánvállalkozók a működési engedélyeit nem hosszabbították meg. A vállalat 18 vidéki főnökségből állt. A Kiskunfélegyházát is magába foglaló kecskeméti kirendeltség 1949. május 13-án alakult meg egy kirendeltség-vezetővel, két forgalmi tisztviselővel, egy vezetőszerelővel, két szakmunkással és tizenkét gépkocsivezetővel. A vállalatnak volt egy irodahelyisége Kecskeméten a Batthyány u. 1. szám alatt, a forgalmi és műszaki telep az Árpád város 8–10. sz. alatt működött. Ez utóbbi helyen egy szerelőakna, és egy gépkocsi számára fedett beállású volt található. A tehergépkocsikat részben a telepen, részben a telep melletti kiserdőben tárolták.

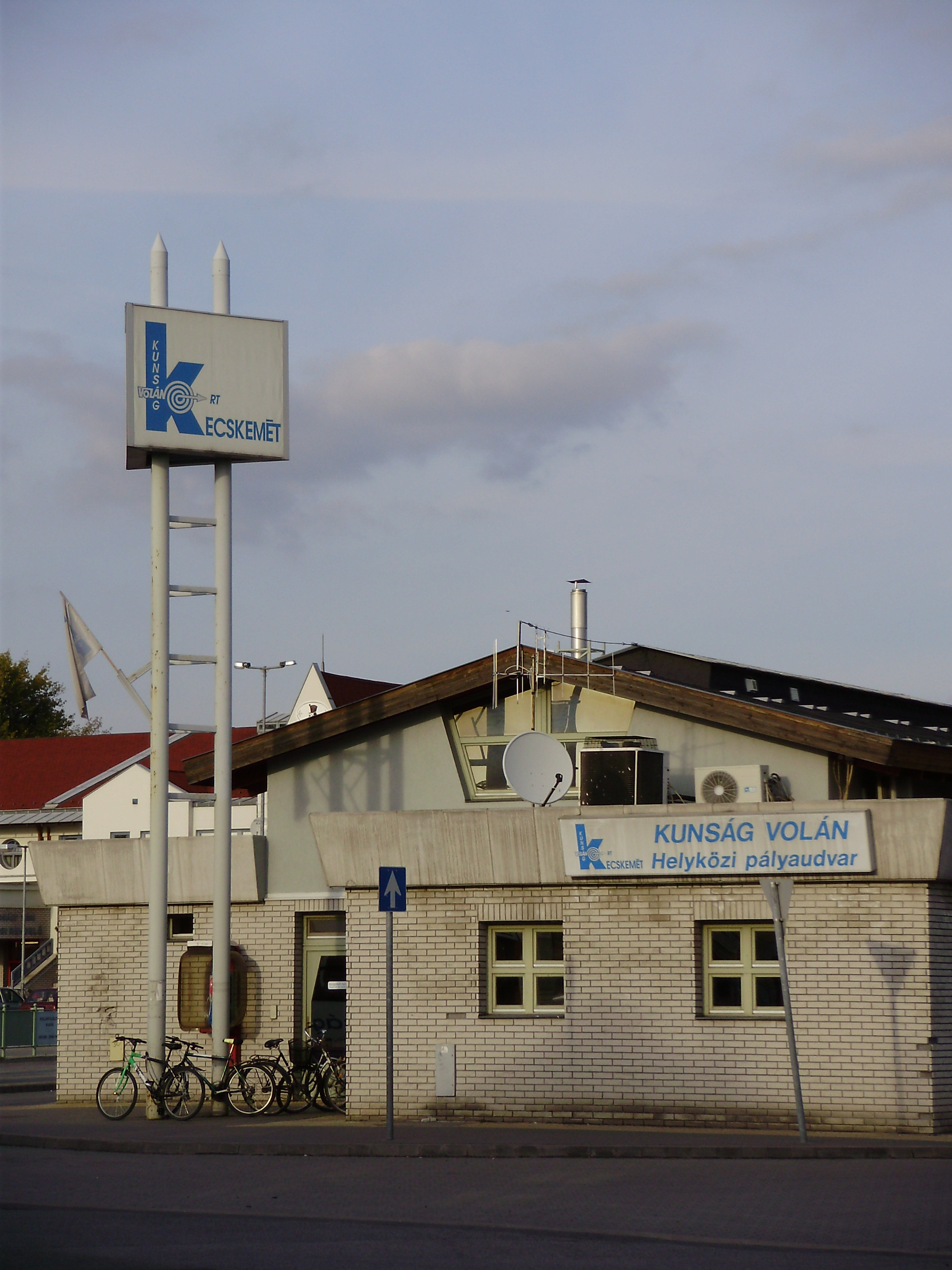
A Kunság Volán Zrt. helyközi autóbusz-pályaudvarának épülete Kecskeméten, a Noszlopy Gáspár parkban

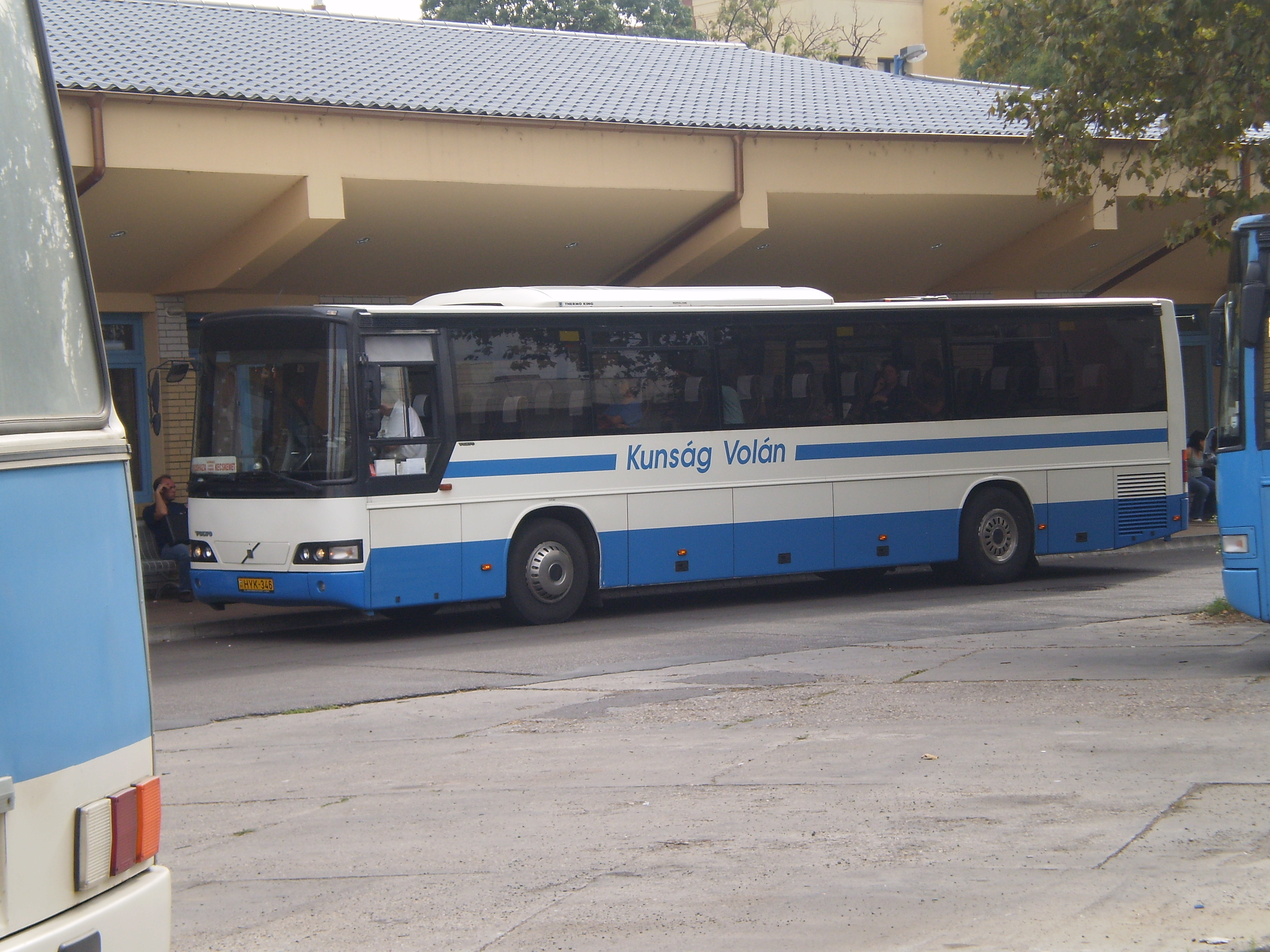
A Kunság Volán egyik távolsági Volvo autóbusza Szentesen, az autóbusz-állomáson.

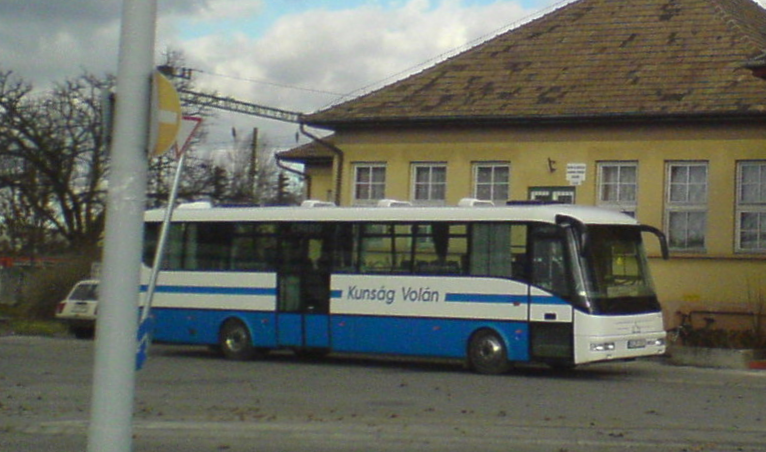
Credo EC12 típusú autóbusz

A kecskeméti kirendeltséghez tartozó kiskunfélegyházi részlegen öt gépkocsivezető dolgozott a József Attila utcában. A TEFU ekkor még csak teherfuvarozással foglalkozott.
Az államosítás után a Magyar Teherfuvarozók Országos Szövetkezete saját járműveikkel a külső telephelyesekként a vállalat keretei közt vállalhattak fuvart. A Magyar Teherfuvarozók Országos Szövetkezetének] ellehetetlenítése után meghatározóvá vált az állami TEFU vállalat szerepe, jelentősen megnőtt eszközállományuk is. Az erős központosítás azonban egy a működést bénító szervezetet teremtett, ezért szükségessé vált a vidéki főnökségek önállósítása. A Teherfuvarozási Nemzeti Vállalat kecskeméti kirendeltségéből ekkor alakult meg átszervezéssel a kecskeméti cégbíróság határozata alapján 1950. március 23-án a Kecskeméti Teherfuvarozási Vállalat. A működést 1950. szeptember 1-jén kezdte meg. Székhelye az Árpád város 19-ben volt, irányítószerve pedig a budapesti Tükör Utcai Teherfuvarozási Központ.
A vállalat új forgalmi telepét 1951-ben a Szegedi úton, a jelenlegi Autóker bolt telephelyétől a Zöldfa utcáig húzódó területen építették fel. Helyet kapott itt a forgalmi szolgálat, a gumiraktár és az üzemanyagtöltő állomás is. A műszaki telepen pedig ebben az évben épült egy zárt kocsimosó.
A vállalat ekkor több jelentős munkában vett részt, így nagyobb megyei építkezéseken, például a Kecskeméten átmenő magasfeszültségű távvezeték építésében, és az árvízmentéshez kapcsolódó szállításokban is.
Az árvízről: Egy bajai lakos visszaemlékezése az 1956 márciusi jeges árra
Emlékszem, teherautók jöttek az ország minden részéről, hogy segítsenek az anyagokat hordani az árvízi védekezéshez: az embereket kilakoltatni, elszállítani őket biztonságos helyre. A bajai Szentháromság tér, az tele volt teherautókkal. Volt olyan sofőr, aki két-három napig nem aludt. Az egyikkel valahogy megismerkedtünk; mondtuk, hogy jöjjön el hozzánk, és ott aludja ki magát. Megfürdött szegény, és akkor nem is tudom, egyfolytában hány órát is aludt.
1952-ben 20 db Csepel teherautót kapott a vállalat, a meglévő Opel Blitz kocsikat pedig a jászberényi főnökségnek adták el.

##### Az Autóbusz-közlekedési Vállalat megalakulása
1953-ban nagyszabású átszervezés zajlott a magyar gépkocsi-közlekedésben. A központi irányítás decentralizálását minisztertanácsi határozat írta elő, ezért megszűnt az országos menetrend szerinti autóbusz-közlekedést ellátó MÁVAUT Autóbusz-közlekedési Nemzeti Vállalat. A Teherfuvarozási Nemzeti Vállalat, az addig különálló szektorokat, a teherautó fuvarozást, a távolsági autóbusz-közlekedést és a vidéki taxiközlekedést összevonták. Így Bács-Kiskun megyében az év végén két autóbusz-közlekedési vállalat alakult:
- A 43. sz. Autóbusz-közlekedési Vállalat – bajai, a kalocsai, és a bácsalmási járás a hatáskörre (Ez a vállalat a ma Bács Volán néven működik.)
- 44. sz. Autóbusz-közlekedési vállalat – a kecskeméti járás területén. Egy forgalmi irányító központ is épült Kecskeméten a Városháza Nagytemplom felőli épületében. Az autóbuszok a Városháza épülete mellől indultak. (Ez a mai Kunság Volán)

A gépjárművezetők továbbképzése szintén 1953-ban indult egy országos koncepció alapján. Budapesten középfokú gépjárművezető-továbbképzés indult, ugyanitt volt a felsőfokú tanfolyam a garázsmester képesítésért. Ezekkel párhuzamosan indultak meg a forgalmi tanfolyamok is.
1956-ban a forradalom kitörésének hírére Fazekas Károly ideiglenesen, a visszarendeződésig átvette a vállalat vezetését Sohajda Józseftől.

##### Autóbusz-közlekedés beindulása
Az AKÖV (Autóbusz-közlekedési Vállalat) autóbusz-közlekedési profilja csak 1961-ben indult meg. A háború utáni szervezett helyi buszközlekedés 1950-re alakult ki. Ekkortól az autóbusz-üzemeltetést még négy tanácsi fennhatóságú vállalat irányította.
1954-ben Kecskeméten 10 autóbusz, Kiskunfélegyházán 7 autóbusz bonyolította le a helyi közlekedést, illetve a városokhoz közel eső települések közlekedését. Az utasforgalom évről évre növekedett. A megye akkori öt városában 1955-ben az 50 darabos buszparkkal közel 4,2 millió utast szállítottak.

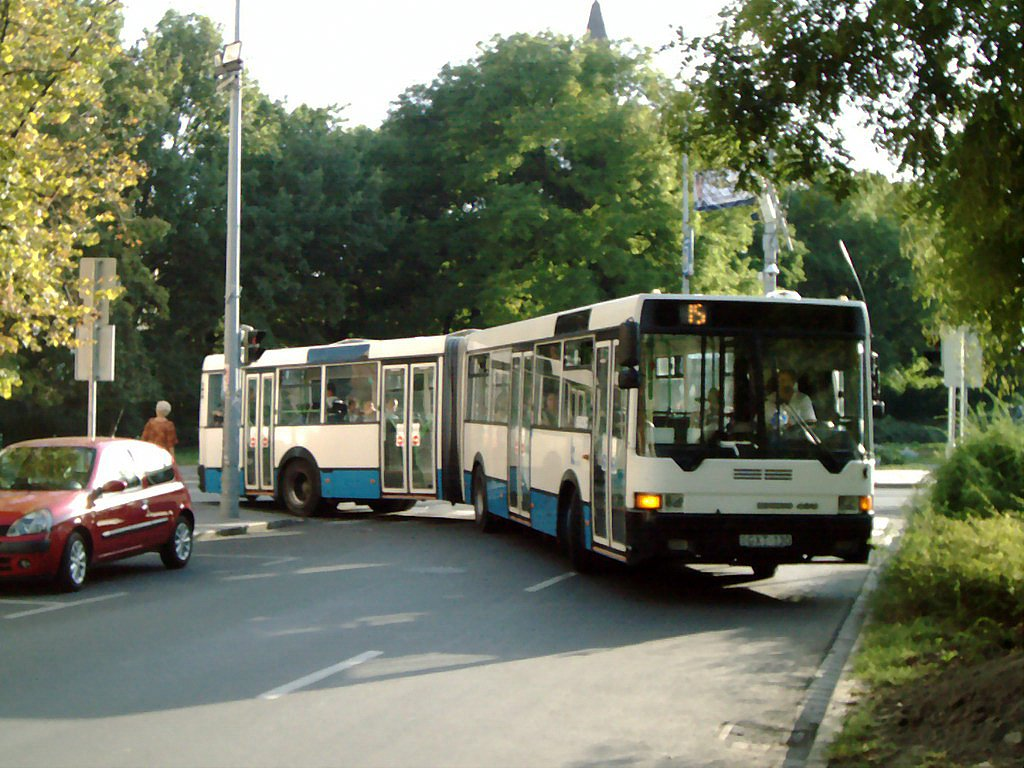
A Kunság Volán egyik Ikarus 435-ös típusú autóbusza, Kecskeméten a Rákóczi útra kanyarodik a 15-ös vonalon, a Noszlopy park felé.

Az ötvenes évek második felétől központilag irányított és finanszírozott országos műszaki-forgalmi telepek és autóbusz-állomások hálózata épült ki az országban.

##### Taxiközlekedést üzemeltet a vállalat
Az AKÖV személyfuvarozási profiljának kialakulása annak köszönhető, hogy a kiskunhalasi főnökséget a vállalathoz csatolták. 1955-ben ugyanis az AKÖV átvette az egyes települések taxitestületeitől a kocsikat és a személyi állományt. A kecskeméti taxiállomás a főtéren, a mai drogéria és a református gimnázium közötti kis utcában volt. A taxipark 22 db meglehetősen elhasznált Fiat 1300–1500-as gépkocsiból állt. A rossz közlekedési körülmények miatt az önköltség is magas volt. A javítások a kecskeméti Mikes utcában, majd a Rávágy téren, a forgalmi és műszaki telepen történtek, és a Szegedi úti forgalmi telepen tárolták a járműveket. 1955 végére új járművek érkeztek a vállalathoz:
- Wartburg: Wartburg 311-esek,
- Warsawa: Warsawa M 21-esek, és
- Moszkvics: Moszkvics 407-esek.

1958-ban a Wartburgok helyére is Moszkvics 407-eket állítottak be. 1957-ben 12 db taxi volt. 1959-ben is újabb taxik érkeztek, ekkor már 21 taxi-ja volt a vállalatnak. 1960-ban az állomány tovább növekedett, a taxik száma 35-re emelkedett. 1960-ban újabb taxiállomásokat építettek, például Kerekegyházán, Kecelen, Soltvadkerten és Dunavecsén.

##### A vállalat fejlődő, és hanyatló teherfuvarozása
1955-ben a Földműves Szövetkezetek Szállító Vállalattól a közúti darabárus fuvarozás átkerült a vállalathoz, így a megye területét hamarosan lefedték az AKÖV darabárus járatait. A gépkocsik egységes külső megjelenést és feliratot kaptak. A teherautók száma 1951 és 1955 között megkétszereződött. Az árutonnakilométer pedig megháromszorozódott. 1956 tavaszán a dunai árvíz idején a vállalat teherautót és műhelykocsit küldött a bajbajutottak segítésére. A forradalom idején a vállalat a felkelők felhívására több kocsival szállított élelmiszert:
- kenyeret, illetve
- féldisznót Budapestre, de a sofőrök csak Soroksárig jutottak el.

A tehertaxi-szolgáltatás 1957-ben indult be Kecskeméten. A kapacitás 70 százalékát magánszemélyek vették igénybe: például
- zöldség, gyümölcs vagy
- vándorméhészet szállíttatására.

1958-ban az önköltség csökkentéséből adódóan a vállalat éves szinten 550 ezer Ft eredményjavulást ért el. Megszervezték a darabárus termelői járatokat, amiből jelentős haszon származott. Jelentősen erősödött a rakodási profil is. Az eredménytöbbletet a termelékenységnövekedés biztosította. A megrendeléseket ekkor leginkább a megyei utak javításával kapcsolatos kőfuvarozások jelentették.
1959 júniusában az ország tizenkilenc Belföldi Szállítmányozási Vállalatok  beolvadt az Autóbusz-közlekedési vállalatokba, így a Kecskeméti Belföldi Szállítmányozási Vállalat is a 44. sz. AKÖV-be. A vállalat profiljába is ekkor olvadt bele a:
- szekérfuvarozás, és a
- szállítmányozás.

1960-ban a mezőgazdasági átszervezés kedvezőtlenül hatott a fuvarozásokra. Ez a vállalatnál növelte a fuvarhiányos napok számát ezáltal, hogy a kiskunhalasi kirendeltséget a vállalathoz csatolták, növekedett a szekérfuvarozási eszközök szekerek, lovak száma.
A vállalat nagyobb arányú fejlődése 1959-ben kezdődött, és 1960-ban volt a legdinamikusabb.

#### A vállalat története1961-1969[2]

##### Az újraegyesülés
1961. április 1-jén az 1953-ban szétvált két egység a 43-as bajai és a 44. sz. kecskeméti vállalat ismét egyesült. A vállalat autóbuszprofilja 1961 elején alakult ki. A buszpark részben a bajai AKÖV beolvadásával, részben néhány járatnak a sztálinvárosi AKÖV-től való átvételével.
1959 és 1962 között épült fel a kecskeméti új forgalmi telep. A telepen átadták a benzinkutat, a zárt kocsimosót, a szervizépületet a három kocsiállással, a 20 állásos javítócsarnokot, a segédműhelyt, a raktárakat, a kazánházat, a szociális épületeket, az irodaházat és a nyílt kocsiállásokat.
Baján is kisebb bővítések és átalakítások voltak a meglévő telephelyen. Kiskunhalason új telephely épült 1961-ben.
Az Autóközlekedési Vezérigazgatóság irányelveinek megfelelően átszerveződött a műszaki szakosztály. Ez kedvezően hatott a gazdálkodásra, mivel az üzemegységek önállóan gazdálkodhattak, és az operatív irányítással foglalkoztak.
A hatvanas évek második felében üzemegységek Baján és Kecskeméten voltak. Kirendeltségek létesültek:
- Lajosmizsén,
- Tiszakécskén,
- Kiskunmajsán,
- Jánoshalmán,

- Bácsalmáson és
- Kiskőrösön.

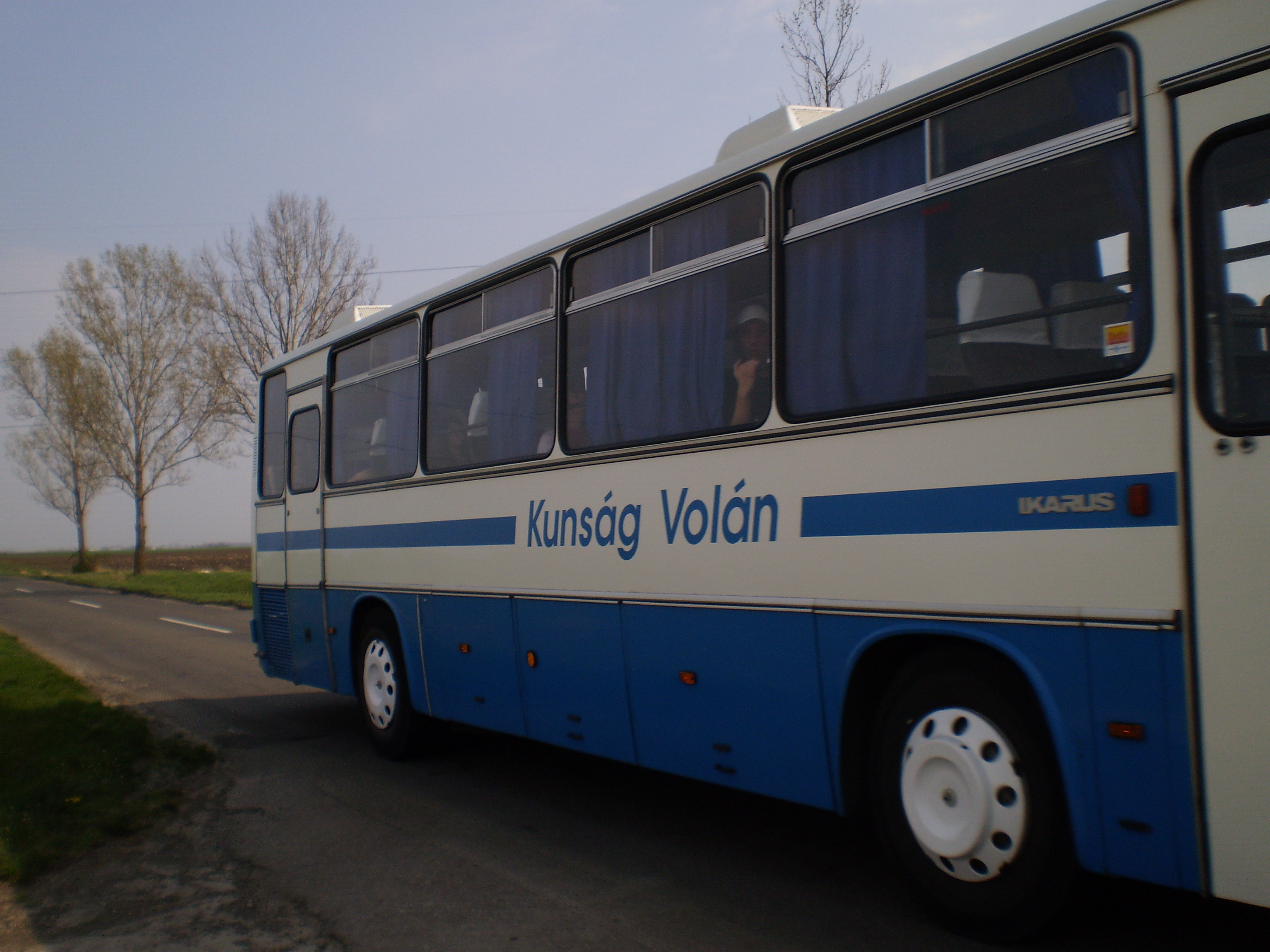
A Kunság Volán egyik Ikarus 256-os típusú autóbusza menet közben oldalról, Orosháza és Nagymágocs között

Ebben az időben főnökségeket is alakítottak ki:
- Kiskunfélegyházán,
- Kiskunhalason,
- Kalocsán,
- Izsákon,
- Solton,
- Szabadszálláson és
- Kunszentmiklóson.

Sok munkatárs vett részt a Szocialista Brigád cím elnyeréséért folytatott küzdelemben, 1963-ban például 62 brigád, 522 fővel. Ekkor 14 nyerte el a címet 112 fővel. A főnökségek versenyében a kiskunfélegyháziak győztek, a kirendeltségeknél pedig Tiszakécske. 1967-ben megszűnt az önálló kecskeméti üzemegység, amely a vállalat belső átszervezésével járt. A bajai üzemegység változatlan maradt. 1969-ben a vállalat előző évi teljesítményéért megkapta a Kiváló vállalat kitüntetést

##### Fejlődött az autóbusz-közlekedés
1962-ben a vállalatba beolvadtak:

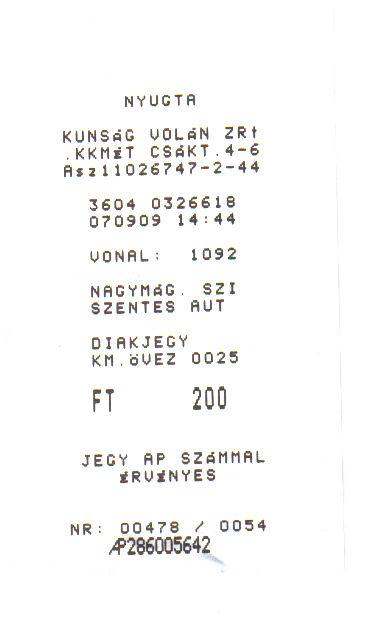
A Kunság Volán által kibocsátott 50 százalékos kedvezményű jegy Nagymágocsról Szentesre.

- a tanácsi autóbusz-közlekedési vállalatok,
- a Kecskeméti és a Bajai Gépkocsi-közlekedési Vállalat. A vállalat részévé váltak továbbá:
- a kalocsai, kiskunhalasi, és a kiskunfélegyházi helyi autóbuszüzemek, amelyek addig a községgazdálkodási vállalatok részeként működtek. Ezzel egy kézbe került a megyében a helyi és helyközi közlekedés. Ekkor 107 autóbusz volt a vállalatnál.

1966-ban országosan új tarifarendszert vezettek be. Kiterjesztették a bérletek használatát, tehermentesítve a jegykezelőket. A hatvanas évek végére a hosszabb utakra lehetővé vált a jegyek elővételi vásárlása is. Kecskemét és Baja között 1962-ben indult be a gyorsjárat, amely a korábbi menetidőt egy órával lerövidítette.
Bevezették a perselyes, kalauz nélküli járatokat. Ez úgy működött, hogy az utasok beledobták a pénzt a perselybe. Ezt az eljárást más AKÖV-nél is bevezették.
1967. november 1-jén indult az első Baja-Zombor menetrend szerinti nemzetközi járat. Megindult továbbá a Kecskemét-Szeged és a Budapest-Kecskemét járat is.
Megnyílt az idegenforgalmi Volán-iroda, amely számos utat szervezett. A szolgáltatás a főidénybeli autóbuszhiány miatt azonban nem tudta mindenki igénybe venni. A vállalatnál sem gépkocsi, sem vezető nem volt elegendő. A jelentős számú új autóbusz munkába állítása a nagyarányú selejtezés miatt nem hozott gyors változást. A hatvanas évek második felében a vidéki buszközlekedési vállalatok közül a kecskeméti székhelyű vállalatok jelentek meg elsőként a budapesti Engels téri autóbusz-pályaudvaron.

##### Taxiközlekedés
1962-ben vezették be az önelszámoló taxizás rendszerét. Ekkor a vállalathoz tartozott 55 db gépkocsi.

##### A hatvanas évek vállalati teherfuvarozása
1962-ben 367 tehergépkocsi működött a vállalatnál.
A vállalat működési területén ekkor nem volt jelentősebb ipari tevékenység, ezért jelentősebb munka csak kisebb építkezéseken, utcaépítéseken, nyári gyümölcsszállításon volt.
Az AKÖV-ök korábbi árufuvarozói tevékenysége 1962-től kiegészült belföldi szállítmányozással, amelyben nagy hangsúlyt kapott a MÁV-val való együttműködés. 1967-ben a megye területén is bevezették a MÁV-AKÖV darabárus fuvarozási rendszert. Ezzel együtt megalakultak a darabárus kirendeltségek és képviseletek is.
A hatékonyabb működés érdekében MÁV-AKÖV brigádokat szerveztek.
A rakodást a T72-esek mellé 80 db frissen beszerzett T174-es típusú rakodógépek segítették. A rakodási szolgáltatási ág beindulásakor egy évtizeddel azelőtt a Harácsoló kanalas rakodót használták. Ezt követte az RB1-es rakodógép, majd a Vöcsi, azaz a Vörös Csillag szívófejes gép.
A vállalat 1965-ben jelentős segítséget nyújtott a mohácsi árvízvédelmi munkáknál is. Az árvízről:
A városban ostromállapot volt. A főtéren a készenléti és javításban álló kocsik százai sorakoznak. Az embereken viharkabátok és gumicsizmák uniformisa. Nem lehet megkülönböztetni, ki a helybeli, s ki az, akit csupán a veszély elhárítására irányítottak ide.

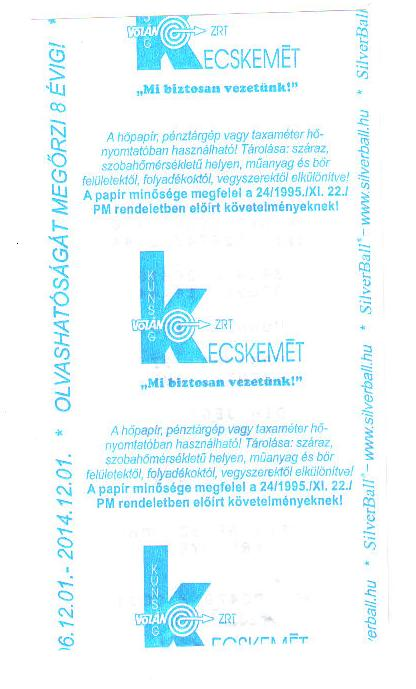
A Kunság Volán által kibocsátott 50 százalékos kedvezményű jegy hátulja Nagymágocsról Szentesre.

Az utcákon kővel és homokzsákokkal színültig rakott tehergépkocsik száguldanak a védővonalhoz: a Duna felé. Az „Árvízvédelem” feliratú szállítóautók mindenütt szabad jelzésre, feltartóztatás nélkül haladhatnak. Az üresen és a teherrel robogó autók sehol sem keresztezhetik egymás útját. Előre kidolgozták ennek a különös forgalmi áramlásnak minden feltételét. Akárcsak egyetlen önkényeskedő gépkocsivezető hosszú időre elrekeszthetné a közlekedést a homokzsákokkal övezett egy járatnyomú úton.
Egyfajta sajátos közösségi szellem és segítőkészség alakult ki az árvízvédelmi gépkocsivezetők között. Mindnyájan – többségükben már hetek óta – el vannak szakítva a külvilágtól, a családjuktól, és egyformán veszélyben vannak. Érzik, bár nem beszélnek róla, hogy ennek a védelmi munkának ők most az oszlopai. A mohácsi szigetet teljesen, a várost pedig részlegesen ki kellett üríteni. A főtéren, a készenléti autók sorfala mögött a tábori szerelőműhely szakemberei dolgoznak. A pécsi, a debreceni, a kaposvári és a kecskeméti AKÖV-ök küldték el ide legjobb szerelőiket. Megfoghatatlan, hogyan tudják ezekben a rögtönzött műhelyekben a máskor és másutt oly roppantul nélkülözött alkatrészeket, fődarabokat azonnal előteremteni. A sokszoros túlterhelés és a szinte járhatatlan utak miatt a rugók, féltengelyek, sebességváltók, kardánok tömegével törnek. És cserélődnek… Lázas tempóval, szervezetten és kapkodás nélkül megy minden. Tény, hogy éjt nappallá téve veszik ki ebből a munkából a részüket a szerelők is.
A gáton terméskővel megrakott teherautó küszködik a sárral. Több helyütt veszélyesen szivárog a hónapok óta ostromlott töltés, buzgárok törnek fel városszerte. Tovább kell hajtani, éjszaka megint áradt a Duna.
Vízzel elárasztott ház előtt keservesen zokogó kisgyermek rémülten kapaszkodik édesanyja ruhájába. Kis ingóságaikkal együtt az elszállításukra kijelölt autó érkezését várják: megadóan és reményvesztetten...
Most is ezt éli át és látja lépten-nyomon a gépkocsivezető a védelmi vonal mentén. Ezért nem lankadhat. Neki is, mint sokuknak, tizenhat, tizennyolc órát kell helytállni egyhuzamban, napról napra. Ereje fogytán, sokszor úgy érzi, hogy tovább már egy percig sem bírja. És akkor a még elesettebbekre vetül a tekintete. Akkor a látvány akaraterejét és munkabírását újabb és újabb rendkívüli teljesítményre sarkallja.
(Forrás: Volán 9. sz. Vállalat 30 éve - 1950-1980. 39-40. oldal)
1966-ban tipizálták a tehergépkocsikat: a ZIL típusú járművek helyett Csepel márkájúak érkeztek, ezáltal egyszerűbbé és hatékonyabbá vált a karbantartás. Már ezzel a típussal elkezdődött a tehertaxi-szolgáltatás is. A következő évi bevezetése és a háztartási gázpalackok házhoz szállításának megszervezése is. Az új gazdasági mechanizmus szellemében megalakult a vállalat Teherkereskedelmi Osztálya a kereskedelem és a piackutatás fejlesztése érdekében. Ennek hatására a fuvarvállalások és szerződéskötések előtt gazdaságossági számításokat kezdtek végezni a dolgozók. A felújítóműhely dolgozói részére bevezették a teljesítménybérezést.
1968-ban megszűnt az árufuvarozás közhasználatú közlekedési vállalatok monopóliuma. Ezután a vállalatnak csak a menetrend szerinti autóbusz-közlekedés és a taxiközlekedés területén maradt meg az ellátási kötelezettsége. A vállalatnál ennek ellenére meghatározó maradt a teherfuvarozás.
1969-ben az Autóközlekedési Tröszt kiadta a Darabárus járatok országos menetrendjét, amely nagyban segítette az AKÖV-ök munkáját. 1969. december 31-ével felszámolták a szekérfuvarozást. A vállalat 1969-ben 140 000 tonna útépítéshez használt anyagot fogadott a vasúton. A jelentkezők igényeit maradéktalanul teljesítette a vállalat. A zöldség és a gyümölcs fuvarozását, a konzervgyári szüreti fuvarozásokat azonban továbbra is csak besegítéssel tudta megoldani.

### A Volán 9. sz. Vállalat

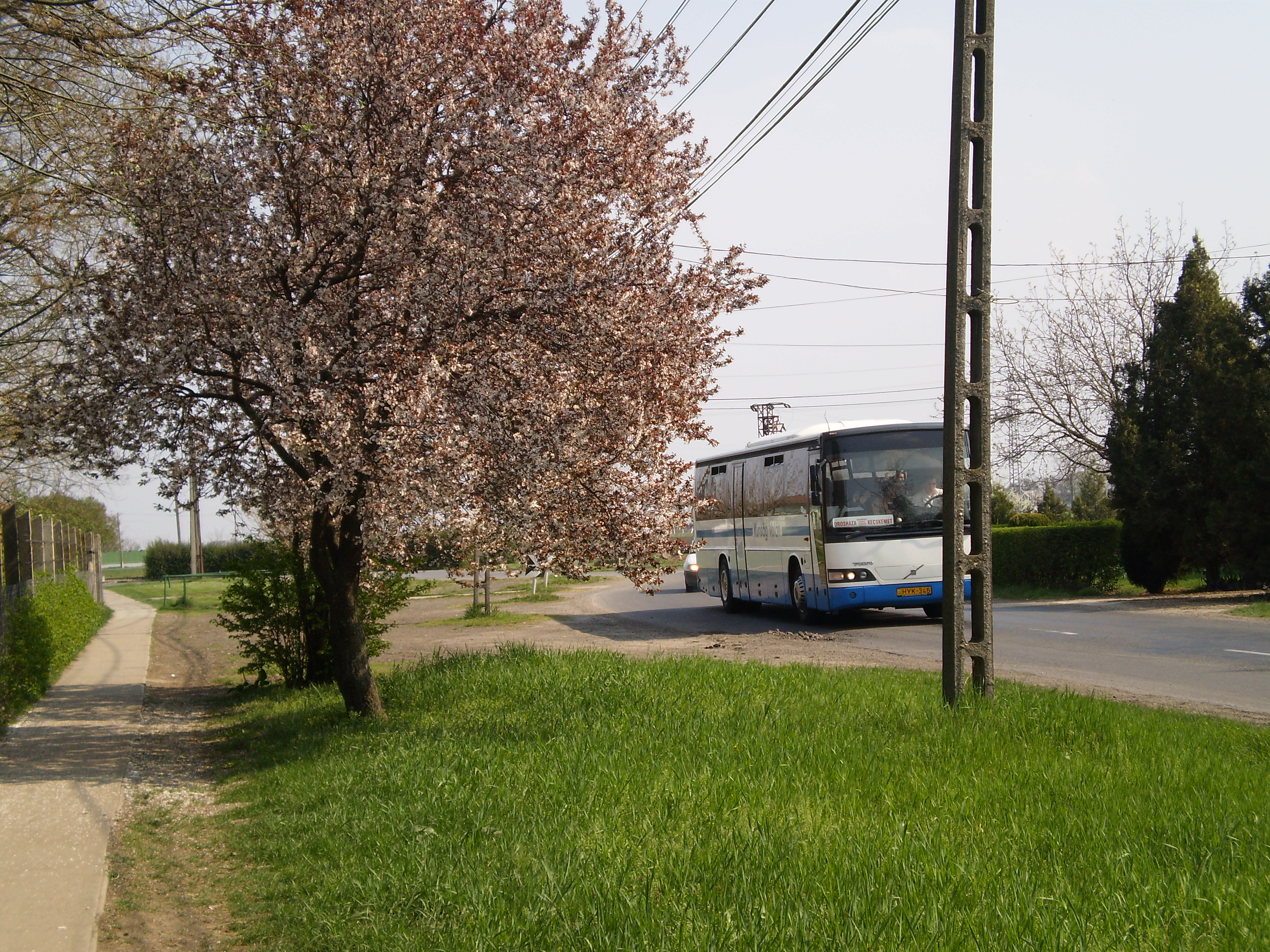
A Kunság Volán távolsági autóbusza Nagymágocson

#### A vállalat története1970-1980[4]
A napokban tartották meg a Volán 9. sz. Vállalatnál hetven küldött részvételével a beszámoló taggyűlést… (…)
Rácz Áron, a pártvezetőség titkára beszámolójában részletesen elemezte a pártvezetőség, valamint a pártalapszervezetek munkáját. Kiemelte, hogy a beszámolási időszakban a feladatok elvégzéséhez nagy segítséget nyújtottak a XII. kongresszus határozatai, valamint az irányító pártszervek döntései.
(Javult a pártmunka a Volán Vállalatnál: (Petőfi Népe, 1980. nov. 28.)
1970. szeptember 1-jén alakult meg a Volán Tröszt, és ekkortól léteznek az 1-től 24-ig számozott Volán vállalatok. A kecskeméti székhelyű AKÖV 9. sz. Volán Vállalattá vált. Ez évben vezették be országosan a Volán márkanevet és logóját, a Volán-csigát.
1971-ben az évben Bácsalmáson új forgalmi-műszaki telep nyílt.
1974-ben nyílt meg az 58 millió Ft költséggel épült bajai komplex forgalmi-műszaki telep. A vállalatnál üzembe helyezett energiatakarékosságot szolgáló olajregeneráló berendezés jelentős mennyiségű újrafelhasználható kenőanyagot állított elő.
1975 márciusában a Munka Vörös Zászló Érdemrendjével tüntették ki a vállalat Május 1. Szocialista Brigádját.
Az évtized első felében az eszközállomány ötven százalékkal növekedett. Az áruszállítás volumene huszonöt százalékkal, a személyszállítás huszonöt százalékkal nőtt, és elérte a 45 ezer utast.
1977-ben befejeződött az 50 fős kalocsai szociális létesítmény (benne fürdő, öltöző) építése. Bővítették a kecskeméti darabárus szociális létesítményt és a kiskunhalasi szociális létesítményt. A vállalat közel másfél millió forinttal támogatta munkatársainak lakásépítését, és 194 millió forintot fordított gyermekintézmények támogatására is.
1977-ben a Volán 30 éves jubileuma alkalmából Tapolczai Kálmán Volán-vezérigazgató aranyslusszkulcsot adott át több elismert dolgozónak, köztük a 9-es sz. Volán munkatársának, Horváth János brigádvezetőnek is.
1978-ban alakult meg a Kecskeméti Volán SC. Ezen belül az autómotoros szakosztály célja az volt, hogy minél több rally-, hegyi-, szlalom- és crossbajnokságon vegyenek részt. Megalakulásukkor negyvenheten voltak. A szakosztályvezető Pusztai Zoltán volt. Számos versenyen lettek dobogósok. A lövészek szintén eredményesek voltak.
A kapacitáshiány csökkentésére a vállalat folyamatosan szervezett B és C kategóriás gépjárművezetői tanfolyamokat Baján, Kiskunhalason és Kecskeméten.
1980-ban a szocialista brigádok vállalásaikat a korábban megszokott termelésnövekedéssel szemben már a szolgáltatás színvonalának fejlesztése érdekében határozták meg. Ugyanebben az évben Kiskunhalason szociális létesítményt avattak fürdővel, orvosi rendelővel, átmeneti szállással, a nyugdíjba vonuló Sohajda Józsefet pedig Rigó István követte a igazgatói székben.
1980-tól rendezték meg a kunfehértói Volán-napot szeptember első szombatján. Célja az együttlét, a kikapcsolódás és a beszélgetés volt. A programban szerepeltek sportversenyek és bográcsfőző verseny is.

##### Autóbusz-közlekedés
A 70-es évek első felében az új közlekedéspolitikai koncepció szellemében a kihasználatlanabb vasútállomások forgalmát igyekeztek közútra terelni. A közútra terelt utasforgalom mintegy 4,5 millió utast jelentett 1971 és 1975-ben. Az idegenforgalom fejlődése szintén érezhető volt a közlekedésben. 1973-ban több alacsony kihasználtságú autóbuszjáratot megszüntetett a vállalat.
1973. január 30-án a Kecskemét-Korhánköz sorompó nélküli vasúti átjárónál, a vállalat autóbusz-vezetőjének hibájából rendkívül súlyos baleset történt. 37 utas vesztette életét, 11-en súlyosan, 9-en pedig könnyebben sérültek meg.
1976-ban a vállalat a Közlekedéstudományi Egyesület ajánlásai alapján jelentősen javította a helyi és helyközi tömegközlekedés helyzetét, elsősorban Kecskeméten és Baján. Kecskeméten januárban adták át a Széchenyi-városi, decemberben pedig a Felszabadulás parki (ma: Noszlopy Gáspár park) decentrumot. Baján az 1976. augusztus 22-én átadott autóbusz-pályaudvar munkába állításával szétvált a helyi és a helyközi forgalom. Javult az elővárosi forgalom kiszolgálása és a munkásszállítás. 1978-ban járatsűrítésre került sor Kecskemét és Baja elővárosi közlekedésében. A fejlesztés másik vetülete volt, hogy a két városban KIM típusú pénztárgépeket szereltek fel, majd egy évre rá ALMEX jegykiadó gépeket. Előkészítették a fordaoptimalizálást is. A vállalat 1979-ben vezette be a kétszemélyes gépkocsikat, azaz a tulajdonos és váltótársa használta a gépkocsit.
1980-ban fokozatos típusváltás kezdődött az autóbuszoknál: nagyobb befogadóképességű Ikarus 260-as járműveket szereztek be menetrend szerinti járatoknak, a megmaradt 10 db Skoda autóbuszt a helyi forgalom lebonyolítására használták tovább.
A 70-es évek második felében a vállalat már hat megyei város helyi tömegközlekedését irányította, ez azt jelenti hogy:
- Kecskeméten 42,
- Baján 11,
- Kiskunfélegyházán 3,
- Kiskunhalason 2,
- Kalocsán 2,
- Kunszentmiklóson 2 autóbuszt jelentett. Az idegenforgalom és turizmus célú fuvarozások területén a vállalat továbbra is időleges kapacitásgondokkal küzdött.

##### Taxiközlekedés
A motorizáció fejlődésével a magánhasználatú gépkocsik gyorsabb terjedésével a vállalat taxiállományának kihasználtsága lassan csökkent. 1980. április 1-jén harminc százalékkal növekedett a taxitarifa, amitől erősen visszavetette a vállalat forgalma. A frissen bevezetett URH-rendszerű taxiirányítástól a kihasználtság növekedését várták a vállalatnál.

##### Teherfuvarozás
1970-ben a vállalat legnagyobb szállítmányozást rendelő partnere a dunavecsei kavicsrakodó és a szalkszentmártoni kavicsbánya volt. E két, egymástól körülbelül 10 km-re lévő árukibocsátó helyről kavicsot fuvaroztak el a vasútállomásra, illetve közvetlenül e felhasználóknak. A munkát Zil billenősökkel és Vörös Csillag rakodógépekkel végezték. Az itteni tevékenység 1972-ig volt jelentős.
A vállalat jelentős szerepet vállalt a Tisza és mellékfolyóinak 1970-es árvízvédelmi munkálataiban. 1971-ben a gépesítés által tovább növekedett a rakodási ágazat termelékenysége. Bevezették a tehergépkocsi- és személygépkocsi-kölcsönzést.
1973-ban a fennállás 25 éves évfordulójának évében a vállalat jelentős mennyiségű cukorrépát fuvarozott az ercsi cukorgyár megbízásából. A teherfuvarozási üzletág segítésére az 1. sz. Volán Vállalattól 10 db nagy teherbírású szerelvényt kölcsönöztek két hónapra. Sikerült megoldani a terven felül jelentkező Alföldi Pincegazdaság szüreti fuvarozási igényeit is. Ebben az üzletágban a kiemelt partner a Bács-Kiskun Megyei Állami Építőipari Vállalat volt.
Ebben az időszakban a rakodásgépesítés hajtóereje a rakodómunkás hiány volt. A változás magával hozta a rakodási idő csökkenését is.
1976-ban növekedett meg jelentősen a nemzetközi árufuvarozás. A rendszeres járatokkal Kecskemét és Gorica között ikertengelyt, Kecskemét és Besztercebánya között pedig sört szállított a vállalat. Ezek mellett számos más viszonylat is közlekedett. 1976. május 1-jével beindult a képviseleti fuvarozás a megye területén. Lakiteleken, Soltvadkerten, Tiszaalpáron, Kecelen, Dunapatajon és Jakabszálláson nyolc kocsi állt a lakosság rendelkezésére.
1979-ben a vállalat jelentős vasútpótló fuvarszolgáltatást nyújtott a MÁV-nak részben felújítást, részben pedig a Cegléd-Kecskemét, illetve a Kunszentmiklós-Kiskunhalas-Kelebia vasútvonal villamosításával kapcsolatban.
A rakodási üzletág büszkesége volt, hogy a Volán-vállalatok közül a 9. sz. Volán volt az egyetlen, ahol a saját gépi teljesítmények magasabbak voltak, mint a többi volán vállalaté.

#### A vállalat története1981-1990: A Kunság Volán megalakul[5]
A 80-as évek során a vállalat nagyobb önállóságot kapott. 1984. január 1-jétől egy minisztertanácsi határozat értelmében gazdaságilag önállósodtak a Volán-vállalatok. A személy- és áruszállítás országos koordinálására létrehívták a Volán Vállalatok Központját (a VVK-t). 1989. november 15-én pedig a Kunság Volán is alapítója volt a Volán Egyesülésnek. 1990-ben a tulajdonosi jogokat gyakorló KHVM pályázatot írt ki a Volán vállalatok igazgatói beosztásaira, ennek eredményeképpen Rigó István egy évre szóló megbízatással a Kunság Volán igazgatója maradt.
A kornak megfelelő módon a vállalatnál sok szó esett a demokrácia elveiről is, és a személyzetfejlesztés is a korábbinál nagyobb hangsúlyt kapott. 1983-ban a vállalat háromszáz dolgozója esetében rugalmas munkaidő alkalmazására tért át, ezzel a képzések is gyakoribbá váltak. 1982-ben és 1983-ban a legbiztonságosabban vezetők országos döntőjében a vállalat dolgozója, Törőcsik Árpád kategóriagyőztes lett. Az 1983-as tisztavatáson a vállalattól Hafenscher Antalné vehetett át vörös diplomát, szintén kiváló tiszti bizonyítványt vett át Bak Aranka is 1988-ban. 1989-ben Baracsi Pál tehergépkocsi-vezető munkatárs nyerte el a Nemzetközi Fuvarozási Unió (Union Internationale Des Transports Routiers) kitüntetését. A nemzetközi szervezet a hosszú időn át végzett balesetmentes közlekedést, a vámszabályok betartását és az adott vállalathoz kötődő legalább 10 éves munkaviszonyt ismerte el.
A vállalat a 80-as évek elejétől a rendszerváltásig ápolt partnerkapcsolatot a Cottbusi Közlekedési Vállalattal, ennek keretében vezetői kapcsolatok alakultak ki, sportlövészek látogatták egymást, és kirándulásokat szerveztek. A kapcsolat a rendszerváltással megszakadt.
A Volán 9. számú Vállalatnál rendszeresen foglalkoznak a szakmunkás-művelődéssel, segítik a szocialista brigádok kulturálódását, irányítják a szabadidő hasznos eltöltését, az egészséges életmódra való nevelést. Széles körű programokat készítettek annak érdekében, hogy a munkáskollektíva megismerhesse az ország, a megye szellemi értékeit, művészeti alkotásait. Mindezt azért, hogy javuljon a vállalatnál az általános műveltség, a politikai és szakmai felkészültség színvonala. (…) Az olvasómozgalom és az általános kulturálódás fejlesztése érdekében a vállalatnál megkétszerezték a könyvállományt, a kölcsönzött könyvek száma pedig megháromszorozódott. (…) Rendszeresen követték egymást a vállalatnál a szakmai, politikai, művészeti vetélkedők…
(Közművelődés és közlekedés: Petőfi Népe, 1981. júl. 4.)

##### Autóbusz-közlekedés: A két egység ismét szétvált
Az 1980-as években két tanulmány is készült a kecskeméti helyi közlekedés fejlesztésével kapcsolatban, ezek hatására csökkent az utazók átszállási gyakorisága. A fejlesztések hatására azonban a helyi közlekedés túlszabályozottá is vált, mert a szükséges szám felett jártak az autóbuszok. A 80-as években jelentek meg nagyobb számban a csuklós autóbuszok, ami az Ikarus Ikarus 200-as családot jelentette, azonban ezek az autóbuszoknak az alkalmazása azonban nem volt túl gazdaságos. Az önkormányzattal való sorozatos egyeztetések során kialakult egy olyan rend, amellyel Kecskemét város közeli településeiről lehet helyi tarifával utazni. 1985-ben a helyi közlekedésbe sorolták be a Kecskeméthez közel eső:
- Hetényegyházát,
- Miklóstelepet, és
- Katonatelepet, egy évre rá pedig
- Ménteleket is.

Baján a helyi közlekedés továbbra is egyközpontú maradt. Kiskunfélegyháza, Kalocsa és Kiskunhalas esetében a csúcsforgalmi időszak kiszolgálása maradt a cél. Baja és Kecskemét viszonylatban a korszerűnek számító Ikarus Ikarus 255-ös autóbuszok közlekedtek.
Az elmúlt hetekben a 9-es Volán 230 ifjúkommunistája taggyűlésen számolt be arról, hogy mit tett, hogyan teljesítette az 1980-81-es mozgalmi évre az akcióprogramban vállalt feladatokat. A taggyűléseket őszinte, nyílt légkör jellemezte, a fiatalok önkritikusan elemezték a végzett munkát.
(Készülünk a KISZ X. kongresszusára: Volán Hírlap, 1981/6.)
1981-ben Kiskunfélegyháza átadták az Ótemplom mögötti téren épült helyközi autóbusz-állomást. A következő évben Tiszakécskén adtak át az új Volán-telepet.
Az 1982. szeptember 1-jén életbe lépett viteldíjemelkedés sokkolta az utasokat, ugyanis 1952 óta nem volt áremelkedés a személyszállításban, és 1986 nyár közepétől a 70 éven felüliek ingyen utazhatnak a helyi járatokon. 1987-től napjainkig évente jelentkezik a viteldíjemelés.
1986-tól vált veszteségessé a helyi tömegközlekedés (a jelenség mind a mai napig tart), ennek döntő okai:
- az üzemanyagár emelkedés,
- a bérköltség árának növekedése
- és az autóbuszok árának növekedése. Jórészt a viteldíj emelkedés hatására 1988-tól kezdve (az 1994-es megtorpanásig) folyamatosan csökken az utasszám.

Életmentő emlékéremmel tüntették ki Renner Márton jánoshalmi lakost, aki élete kockáztatásával mentette meg dr. Zádori Attila kiskunhalasi sebész életét. Az orvos személygépkocsijával a kunfehértói úton egy fának ütközött. Ennek nyomán az ajtók elzáródtak, a belső vezetékek kigyulladtak, és a gépkocsi vezetője eszméletét vesztette. Az arra haladó Renner Márton autóbusz-vezető betörte az autó ablakát, s az utolsó pillanatban kimentette dr. Zádori Attilát, néhány perc múlva ugyanis a gépkocsi benzintankja felrobbant. Bátor tettéért kedden Kecskeméten a megyei tanács székházában Gajdócsi Istvántól, a megyei tanács elnökétől vette át a kitüntetést.
(Életmentés az utolsó pillanatban: Népszava, 1981. nov. 25.)
1989. május 28-ától az alacsony kihasználtság indokolta Kecskeméten a járatkorlátozást a hétvégi forgalomban. 1988-ban a helyi járatok száma:
- Kecskeméten 28,
- Baján 10,
- Kiskunfélegyházán 7,
- Kiskunhalason 7,
- Kalocsán 6,
- Kunszentmiklóson 2. Ezeket 70 forda szerinti és 80 állományi, csúcsforgalomban még 25 rásegítő, vidékről beérkező autóbusszal látták el. Növekedett a csuklós buszok darabszáma, Kecskeméten hatvan hatszázalékos arányt értek el. A zsúfoltság miatt csúcsidőben már gondok jelentkeztek a helyi pályaudvarokon.

1988-ban a Petőfi Népe szerkesztősége és a Kunság Volán közös akciót szervezett a hónap legudvariasabb buszvezetője cím elnyeréséért. Az olvasóktól novemberben beérkezett 232 szavazat közül az első helyet harmadszorra is Hajnal Péter jakabszállási, a másodikat Tóth Endre helyi járati, a harmadikat pedig Csábi Ferenc kerekegyházi útvonalon közlekedő autóbusz-vezető szerezte meg. Az 1500 forintos jutalmakat Libor Gábor kecskeméti üzemigazgató adta át.
A különjáratú autóbuszok esetében jó üzletet jelent a bevásárlóturizmus és a jugoszláviai nemzetközi menetrend szerinti forgalom, amely a korábbi évekhez viszonyítva 1988-ban 43,7 százalékos növekedést mutatott.
1989. január 23-án hajnalban feltehetően egy korábban elbocsátott gépkocsivezető 53 autóbusz ékszíját vágta el, noha a vállalat munkatársai az elkövetés észlelésekor azonnal a hibák kijavításához láttak, megbénult a városi tömegközlekedés. 1990. január 18-án huszonhét autóbusz-vezető sztrájkolt a vállalatnál, a sztrájkolók az előző évi elmaradt bérfejlesztést kifogásolták, és 40 százalékos béremelést követeltek.
1990-ben a gyermeknap alkalmából a Kunság Volán hagyományteremtő szándékkal ingyenessé tette járatain a 14 év alatti gyerekek helyi közlekedését. Ugyanettől az évtől a kiskunfélegyházi üzem a júniusi Szentkúti búcsúra Petőfiszállásra jelentős kedvezménnyel kínálta a menetjegyet.
1990. január 1-jével a Kunság Volánból kiválva 92 autóbusszal megalakult a bajai székhelyű Bács Volán. (A szétválás előtt a vállalat tulajdonában összesen 322 jármű volt).

##### Taxiközlekedés
1983-ban már országszerte 4000 taxis vállalkozó is szállított ügyfeleket.
1989-ben a Kunság Volán volt az egyik szervezője a kecskeméti Országos Volán vetélkedőnek. A versenyzők elméleti, gyakorlati, vezetéstechnikai és ergonómiai tudásukat, reflexeiket tették próbára. A személygépkocsik kategóriájában a Kunság Volán munkatársa, Kolláth Mihály győzött.

##### Teherfuvarozás
A vállalat darabárus gyűjtés és elszállítás területén országos szinten a legjelentősebb volt, és kizárólagos joggal rendelkeztek például a Coca-Cola terítésében is. Az árut a tiszakécskei üzemből szállították menetrendszerűen. A Traubisodát is a vállalat fuvarozta, eleinte Balatonaligáról, majd Kunbajáról szállították. A vállalat az évtized közepéig minden vasúti fuvarozási munkát elvállalt. 1985-ben a bajai vasúti pályaudvaron darabárus tranzitraktárt adtak át, mivel a Kunság Volán a szerelvényt a beruházás eredményeképpen saját iparvágányára állíttatta, a megrendelőt nem terhelte kötbér.
A tatai Volánnal közösen a Dutép Vállalat alvállalkozójaként 1983 és 1986 között négyszer vállalt szállítási feladatokat Algériában és Annabában. Az ócsai kavicsbányából látták el a kecskeméti házgyárat, ezt a munkát azonban napi 24 órán keresztül végezték, az évtized elejétől pótkocsis Skodákkal végezték el. Az évtized végén részt vettek a bősi gátépítési munkálatokban is.
Sokat fejlődött a rakodókapacitás is. Ekkor szereztek be öt darab Volvo rakodógépet is. A vállalat tulajdonában lévő barákai kavicsdepó a kalocsai Duna-parton kavicsértékesítési és rakodási szolgáltatást kínált a vállalat. 1986-ban a Kunság Volán a MAHAJOSZ-szal való együttműködés alapján vállalta, hogy nemcsak meggyorsítja, hanem olcsóbbá is teszi a folyami kavics és a homok megrendelését és házhoz szállítását, ekkor a Kunság Volán napi 300-350 köbméter kavicsot továbbított, ami éves szinten 50 ezer köbmétert tett ki.
Az évtized végére megvalósult a szabadfuvarozás is. 1983-tól az országutakon egyre nagyobb konkurenciával kellett szembenézni, több mint 5000 magánfuvarozó volt már az országban. Az erősödő versenyben a vállalat eladta szabad tárolókapacitását is. A Volán vállalatok többé vagy kevésbé teljeskörű szolgáltatásukra és karbantartási és telepirányítási módszereikre tudtak építeni a versenyben, ezt kihasználva a vállalat 1988-ban magas teljesítményt ért el a nemzetközi árufuvarozásban. A konvertibilis árbevétel 46 százalékkal emelkedett meg.

##### A Kunság Volánból kivált vállalatok
A koncesszió szellemében és a keresztfinanszírozás megszüntetése érdekében a vállalatból 1989 és 1993 között számos kft. vált ki.
A Kunság Volánból kivált Kft-k:
- FRIKUS Kecskemét Szállítási Kft.: 1990. november 1-jén 21 tehergépjárművel, 43 millió forint alaptőkével alakult meg. Tulajdonosai a Kunság Volán, illetve a Frikus Friedrick Kraftwagentransport und Spedition GmbH.. (A kft. 2000. január 1-jén 25 tehergépkocsival fuvarozott.)
- Autó Univerzál Kft.: Az 1991-ben alakult vállalat munkatársai végzik a mai napig a karbantartási munkákat a kecskeméti telephelyen, a Kunság Volánnak ötvenszázalékos tulajdona van benne.
- Volántechnika Kft.: gépjármű-karbantartás, a kiskunfélegyházi telephely kiszolgálásának céljára alakult 1992-ben.
- Volán Kunsped Kft.: amely mintegy ötven teherautóval szolgáltatva a legnagyobb kivásárló volt.
- Volántrans Fuvarozási Járműjavító és Szolgáltató Kft.: a Kunság Volánnak kilencvenszázalékos tulajdonjoggal rendelkezik az 1992-ben alakult kalocsai vállalatban.
- Teletank Üzemanyagtöltő, Szolgáltató Kereskedelmi Kft.: Az 1992-ben alakult vállalat kecskeméti telephelyén működik, kilencvenszázalékos részesedése van a vállalatban a Kunság Volánnak. A Kft. 2010-ben csődbe ment és visszaolvadt a Kunság Volán Zrt-be. Jelenleg a KV ZRT. saját tulajdonú automata rendszerű üzemanyagtöltő állomásaként működik.
- Volán Start Kft.: Kunság Voláné majdnem az egész kft., a Kunság Volán kilencven hétszázalékos részesedéssel rendelkezik. A Kiskunhalason működő vállalat szintén karbantartási szolgáltatást kínál 1993. február 1. óta. A Kft. csődbe ment és visszaolvadt a Kunság Volán Zrt-be. Jelenleg a KV ZRT. saját javítóbázisaként működik Kiskunhalason.
- A BETKUN TRANS Fuvarozási, Szállítmányozó Építőipari és Szolgáltató Kft.: amely szintén a vállalat többségi tulajdonával alakult, 1998-ig működött.
- Kunság Taxi Kft.: A vállalat önállóvá vált dolgozóiból alakult. Kezdetben a vállalat lízingelte számukra a gépkocsikat. Ma nincs kötődésük a vállalathoz.
- MOT-AUTÓ Autóalkatrész-Kereskedelmi Kft.: Ez a  vállalat az LIAZ gyári képviseletét is ellátta, alakulásakor húszszázalékos tulajdona volt a Kunság Volán. Ma nincs kötődése a vállalathoz.

## A vállalat vezetői

### A  vállalatgazdaságiéstársadalmivezetői
| 1950 és 1955 között - Kása Sándor, igazgató - Kocsis György, igazgató - Sohajda József, igazgató - Füsti Sándor, forgalmi osztályvezető - Börcsök István, forgalmi osztályvezető - Fazekas Károly, műszaki osztályvezető - Kovács Lászlóné, főkönyvelő - Korös Ferenc, párttitkár - Cs. Tóth Péter, SZB titkár 1956 és 1960 között - Fazekas Károly, igazgató - Sohajda József, igazgató - Börcsök István, forgalmi osztályvezető - Szabó Zoltán, forgalmi osztályvezető - Kondor János, forgalmi osztályvezető - Székely Zoltán, műszakiosztályvezető - Rozsnyai József, főmérnök - Kovács Lászlóné, főkönyvelő - Járai György, főkönyvelő - Szakonyi János, párttitkár - Pászti László, párttitkár - Máday András, párttitkár - Csőszi Sándor, SZB-titkár - Verbanits Lajos, SZB-titkár - Mócza Sándor, SZB-titkár - Lőrincz Péter, SZB-titkár 1961 és 1965 között - Sohajda József, igazgató - Fazekas Károly, igazgató - Kondor János, forgalmi szakosztályvezető - Pusztai Zoltán, forgalmi szakosztályvezető - Podmaniczky János, forgalmi szakosztályvezető - Rozsnyai József, műszaki szakosztályvezető - Járai György, pénzügyi szakosztályvezető - Kovács Ferenc, kecskeméti üzemigazgató - Nuszpl Ferenc, bajai üzemigazgató - Rácz Áron, párttitkár - Verbanits Lajos, SZB-titkár - Faragó Ede, SZB-titkár - Tengeri Pál, KISZ-titkár | 1966 és 1970 között - Sohajda József, igazgató - Podmaniczky János, forgalmi szakosztályvezető - Kovács Ferenc, forgalmi szakosztályvezető - Rozsnyai József, műszaki szakosztályvezető - Járai György, pénzügyi szakosztályvezető - Nuszpl Ferenc, üzemigazgató (Baja) - Kovács Ferenc, üzemigazgató (Kecskemét) - Rácz Áron, párttitkár - Faragó Ede, SZB-titkár - Kiss József, SZB-titkár - Tengeri Pál, KISZ-titkár - Trommler Miklós, KISZ-titkár - Almási György, KISZ-titkár - Endre István, KISZ-titkár 1971 és 1975 között - Sohajda József, igazgató - Kovács Ferenc, forgalmi szakosztályvezető - Rozsnyai József, műszaki főosztályvezető - Járai György, gazdasági főosztályvezető - Nuszpl Ferenc, üzemigazgató (Baja) - Rácz Áron, párttitkár - Kiss József, SZB-titkár - Tengeri Pál, KISZ-titkár - Lonyi Károly, KISZ-titkár - Kósa László, KISZ-titkár - Mátyus József, KISZ-titkár 1976 és 1980 között - Sohajda József, igazgató - Rigó István, igazgató - Rozsnyai József, műszaki igazgató - Rigó István, műszaki igazgató - Friedrich József, műszaki igazgató - Kovács Ferenc, forgalmi igazgató - Járai György, gazdasági igazgató - Nuszpl Ferenc, üzemigazgató (Baja) - Rácz Áron, párttitkár - Kiss József, SZB-titkár - Mátyus József, KISZ-titkár - Kolenák Ernő, KISZ-titkár |

## Járműpark
- Ikarus 250.68
- Ikarus 256.50
- Ikarus 256.44
- Ikarus 260.06
- Ikarus 260.32
- Ikarus 263.10
- Ikarus 266.25
- Ikarus 280.06
- Ikarus 280.17
- Ikarus 280.33
- Ikarus 280.40
- Ikarus 280.52
- Ikarus 280.54
- Ikarus 395.12
- Ikarus 395.52
- Ikarus 395.55
- Ikarus 386.01
- Ikarus 412.30
- Ikarus 415.15
- Ikarus 415.23
- Ikarus 415.25
- Ikarus 415.26
- Ikarus 415.27
- Ikarus 435.21
- Ikarus E94.16
- Ikarus E94.53
- Ikarus E94.60
- Ikarus E95.42
- Ikarus E95.52
- Ikarus E99.07
- MJT L83D
- Kravtex Credo BN 12
- Credo EC 11
- Kravtex Credo EC 12
- Kravtex Credo EN 12
- Volvo B9LA/7700
- Volvo-Alfa B12B Regio
- Volvo B7R/7250
- Volvo B12B 9700
- Volvo B10B-400
- Volvo B10L
- Rákos-Volvo 310 Union
- Setra S315NF
- MAN SL 223
- MAN SL 283
- MAN NÜ 313
- Rába Premier 091
- Rába Contact 092
- Rába Premier 291
- Mercedes-Benz Citaro G BlueTec-Hybrid

## Információk, érdekességek
- Kecskemétről megközelíthetőek voltak az ország legnagyobb települései: Budapest, Debrecen, Miskolc, Pécs, Győr, Szeged. Debrecen és Győr ma már nem közelíthető meg.

A Kunság Volán 5 autóbusz-állomást üzemeltetett:
- Kalocsa
- Kecskemét
  - helyi
  - helyközi
- Kiskunhalas
- Kiskunfélegyháza (szolgálati hely megszűnt)